# Саће
Саће представље више шестоугаоних (хексагоних)  ћелија које су правилно сложене једна уз другу, тако да између њих нема празног простора. Пчелиње гнездо се састоји од саћа на којем се налазе пчеле и њихово легло. Такав начин градње, односно облик ћелије омогућава пчелама највеће искоришћење простора и складиштење хране (мед и пелин).  Медоносне пчеле оваквим начином градње постижу најекономичнији – штедљив начин градње, али и стабилност саћа.

## Врсте
Медоносне пчеле граде три врсте саћа: матично саће или матичњак, радиличко саће и трутовско саће. Матичњак је ћелија у којој се развија матица. Разликује се по величини, положају и облику у односу на трутовско и радиличко саће. Величине је око 25 милиметра, а по облику подсећа на жир. Што се тиче положаја, матичњак је у окремнутом и висећем положају. Након што се матица излеже, пчеле уништавају матичњак, а најчешће га граде на радиличком саћу. У матичњак пчеле не складиште мед и пелуд. Радиличко саће служи за развој радилица, и складиштење меда и пелина. Шестоуганог су облика и пчеле их поклапају с равним воштаним поклопцима. Трутовско саће је истог облика као и радиличко саће, нешто је веће, али се трутовско легло то јест саћа поклапају с избоченим поклопцима у облику полукугле. У овим саћима се развијају трутови, складишти мед и врло ретко пелин.

## Градња
Приликом градње саћа, пчеле се ухвате за крај (таван) кошнице и вешају се једна за другом стварајући "завесе". Медоносна пчела задњом ногом прелази преко затка с трбушне стране, при чему заквчи воштани листић длачицама четкице која се налази на задњој нози и извуче из тоболца. Након тога задњим ногама воштани листић пребаци на предње ноге и затим у чељуст у којима се прерађује восак. Прерада воска у чељусти се састоји од мешања воска са слином и гњечења. Сваки пут када пчела згњечи и обради воштани листић у облику грудвице га лепи за саће које се гради. Пчела прерађује један воштани листић око два минута. Током градње пчеле медарице се мењују, па тако једна пчела донесе грудвицу воска, залепи га, стисне и одмах након ње долази друга пчела и понавља поступак и тако редом.
Пчеле започињу градњу саћа тако да прво залепе за таван кошнице ред воштаних листића у вертикалном положају које се још назива и прихватно саће. Ова саћа су полупризматичног облика и на њих пчеле даље надограђују цела саћа. Саће се гради тако да је један угао призме окренут према горе, а други угао према доле, док су паралелне стенке у окомитом положају. Тиме редови станица иду у водоравном или хоризонталном слиједу. Додавањем сатне основе мијења се начин градње. Пчеле тада граде на начин да су паралелне стенке у водоравном положају, а след ћелија се наставља у дијагоналном положају .

## Сатна основа
Сатна основа или основа саћа је добила назив по томе што чини средишњи дeо саћа. Пчеле иначе граде саће тако да стварају грозд. Ако у средину грозда уметнемо сатну основу тада оне на њој извлаче бочне стјенке ћелија. У сатној основи су утиснута дна и почеци стјенки радиличких станица (тако да основа смањује број трутова). Сатну основу изумео је немац Ј. Мехринг 1857., а усавршио ју је Американац С. Wагнер 1861. Овај је изум био велики корак за унапређење пчеларства, јер смо усмерили пчеле на градњу саћа тамо где ми желимо (унутар оквира). Израђене сатне основе су грубље него природно саће. Сав вишак воска из њих пчеле користе за градњу стјенки станица. Саће под теретом меда лако пукне (на пример током врцања), па зато треба сатну основу појачати с неколико редова жица. Такво саће је чвршће, па може издржати руковање које на оквир поставља модерно пчеларство. Постоје и трутовске сатне основе које се користе при узгоју матица .

## Смештај
Пчелиње гнездо састоји се од мањег или већег броја такозваних сати или сатина. Број сатина није сталан, а зависи од величине или чврстине заједнице, о старости те заједнице, и од величине и облика простора у којем се гнездо налази. Ни величина сатина није стална, него и она зависи од снаге заједнице, од њене старости и од величине и облике простора у коме се гнијездо налази. Пчела медарица увек гради своје гнездо с више сатина. Сатине су изграђене од пчелињег воска, материјала који пчеле саме производе. Сатина је скуп шестеространих саћа или станица које су правилно поређане једна до друге, тако да између њих нема никаквог празног простора; сусјдне станице имају заједничке стијенке или преграде једна с другом. То је дакле правилна градња мрежастог изгледа. Сат или сатина на старословенском језику значи сто и стотина, а означава многобројност саћа од којих се сат састоји.
Саћа (станице) служе за узгој легла и за спремање меда и пелина. Сатина виси у вертикалном положају, причвршћена о таван дупља или кошнице. Свака је сатина двоструког капацитета, то јест она нема саћа само с једне стране, него с обе. Свако саће лежи у водоравном положају, али не сасвим тачно, него је тек мало косо нагнута према горе од дна саћа према отвору. Тако мед не може цурити напоље. Дна свих саћа окренута су у средину сатине, и оних с једне стране и оних с друге. Сва дна заједнички сачињавају преграду која дели сатину по средини.
Дебљина сатине износи од 21,50 до 25,50 мм. Према томе, дубина појединог саћа износи од 10 до 12 мм. Сатине су поређане једна до друге. Размак између сатина износи око 11 мм. Сатине нису увек правилно изграђене и паралелно поређане једна уз другу, него су често измешане, изломљене и изукрштане. За свој стан пчеле узимају разне и све могуће пукотине и шупљине. За њих је добра и јама у земљи под корењем дрвета, пространије пукотине у стени и зиду, а највише дупља у дрвећу. Она су најмногобројнија у шумовитим крајевима, и тамо их пчеле по правилу једино и употребљавају. У близини човека пчеле употребљавају разне шупљине човекових објеката: таване, прозоре па и собе, бачве, сандуке и слично.
Човек је искористио пчелињи нагон настањивања и почео је смештати у својој близини са сврхом да је искористи. Први такви станови нису се ништа разликовали од природнога пчелињег стана. Била је то обична шупље дебло или клада. Касније се место ње почела плести кошара од дивље лозе или сламе, а затим качица од дужица или сандучић од дасака. То је пут којим се дошло од шупље кладе до модерне кошнице с оквирима за саће .